# Fanna (Insel)
Fanna, auch Fana genannt, ist eine kleine Insel im Westpazifik. Sie liegt 1,7 km nördlich ihrer Schwesterinsel Dongosaro, mit welcher sie die Gruppe der Sonsorol-Inseln bildet.
Die dicht bewaldete Insel wird von einem Korallenriff umgeben, das 160 bis 480 m vom Land entfernt ist, und einen Durchmesser von 350 m aufweist. Die Hauptpflanzen der Insel sind Pisonia-Bäume sowie Kokospalmen. Fanna ist unbewohnt und hat eine Fläche von 0,54 km².
Gemeinsam mit den Inseln Dongosaro, Pulo Anna und Merir bildet das Inselchen den Staat Sonsorol, das heißt, ein Verwaltungsgebiet der Inselrepublik Palau.